# Lermontowo (Kaliningrad, Gussew)
Lermontowo (russisch Лермонтово, deutsch Ischdaggen, 1938 bis 1945 Branden, litauisch Išdagai) ist ein Ort in der russischen Oblast Kaliningrad. Er gehört zur kommunalen Selbstverwaltungseinheit Stadtkreis Gussew im Rajon Gussew.

## Geographische Lage
Lermontowo liegt zehn Kilometer westlich der Stadt Gussew (Gumbinnen) an der russischen Fernstraße A 229 (einstige deutsche Reichsstraße 1, heute auch Europastraße 28). Die nächste Bahnstation ist Wessjolowka (Judtschen/Kanthausen) an der Bahnstrecke Kaliningrad–Tschernyschewskoje der einstigen Preußischen Ostbahn zur Weiterfahrt nach Moskau.

## Geschichte
Das kleine frühere Kirchdorf mit ursprünglichem Namen Lauckugallen wurde am 18. März 1874 unter dem Namen Ischdaggen Amtsdorf und namensgebend für einen neu errichteten Amtsbezirk. Er bestand – 1939 in „Amtsbezirk Branden“ umbenannt – bis 1945 und gehörte zum Kreis Gumbinnen im Regierungsbezirk Gumbinnen der preußischen Provinz Ostpreußen.
Am 3. Juni – offiziell bestätigt am 16. Juli – des Jahres 1938 wurde Ischdaggen aus politisch-ideologischen Gründen in „Branden“ umbenannt.
1945 kam der Ort in Folge des Zweiten Weltkriegs mit dem gesamten nördlichen Ostpreußen zur Sowjetunion. Im Jahr 1950 erhielt er die russische Bezeichnung „Lermontowo“ und wurde gleichzeitig dem Dorfsowjet Furmanowski selski Sowet im Rajon Gussew zugeordnet. Von 2008 bis 2013 gehörte Lermontowo zur Landgemeinde Michailowskoje selskoje posselenije und seither zum Stadtkreis Gussew.

### Einwohnerentwicklung
| Jahr | Einwohner |
| ---- | --------- |
| 1910 | 235       |
| 1933 | 189       |
| 1939 | 228       |
| 2002 | 157       |
| 2010 | 190       |

### Amtsbezirk Ischdaggen (Branden) 1874–1945
Zwischen 1874 und 1945 bestand der Amtsbezirk Ischdaggen (ab 1939 „Amtsbezirk Branden“). Er zählte anfangs zwölf, am Ende noch elf Dörfer:
| Ortsname                             | Änderungsname 1938 bis 1946 | Russischer Name   | Bemerkungen                                      |
| ------------------------------------ | --------------------------- | ----------------- | ------------------------------------------------ |
| Florkehmen                           | Florhof                     | Mirnoje           |                                                  |
| Groß Gaudischkehmen                  | Großgauden                  | Krasnopoljanskoje |                                                  |
| Ischdaggen                           | Branden                     | Lermontowo        |                                                  |
| Jodszleidszen                        | ab 1936: Altlinden          |                   |                                                  |
| Jodupchen                            | Mittenfelde                 | Apotschka         |                                                  |
| Kaimelau                             |                             | Mirnoje           |                                                  |
| Klein Gaudischkehmen                 | Kleingauden                 | Sarubino          |                                                  |
| Laugallen                            | Heubude                     | Bugry             |                                                  |
| Pendrinnen                           | Pendershof                  | Iwanowka          |                                                  |
| Schlappacken                         | Krausenbrück                |                   |                                                  |
| Uszupönen (Dorf) 1936–38: Uschupönen | Moorhof                     | Saretschje        |                                                  |
| Uszupönen (Gut)                      |                             |                   | 1928 in die Landgemeinde Uszupönen eingegliedert |

Am 1. Januar 1945 bildeten den Amtsbezirk die Gemeinden: Altlinden, Branden, Florhof, Großgauden, Heubude, Kaimelau, Kleingauden, Krausenbrück, Mittenfelde, Moorhof und Pendershof.

## Kirche

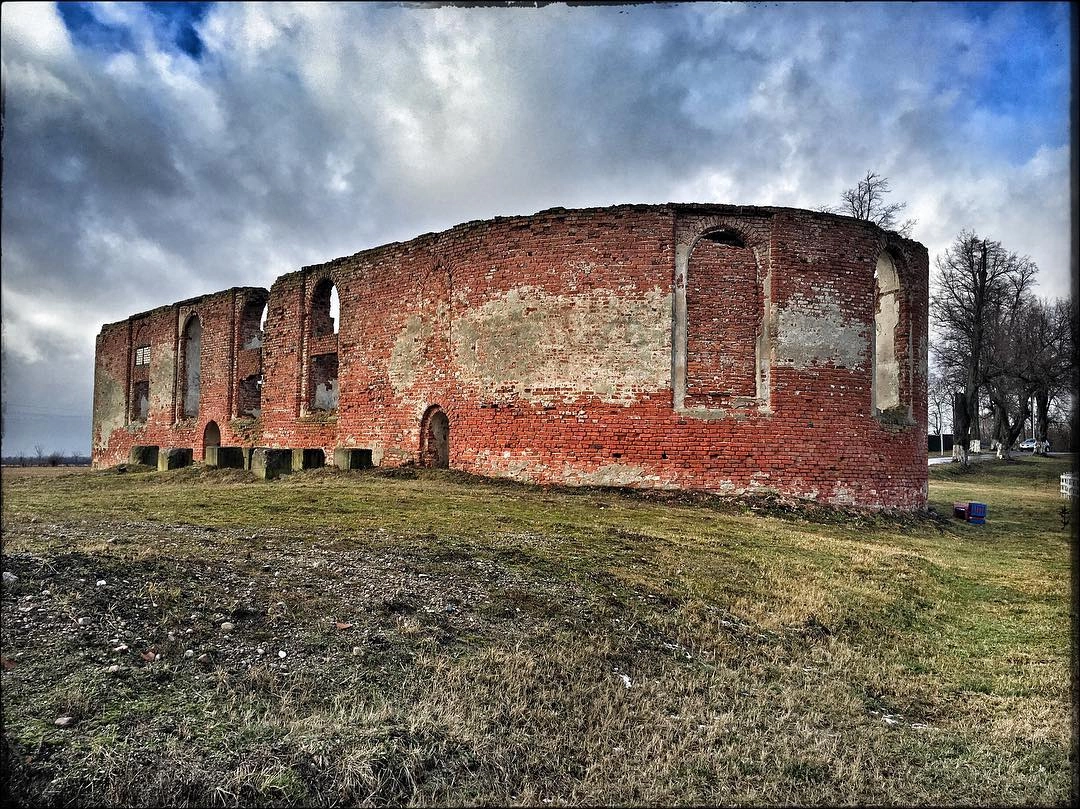
Ruine der Ischdaggener Kirche

### Kirchengebäude
Eine erste Pfarrkirche erhielt Ischdaggen in den Jahren 1630 bis 1633. 1737 wurde eine zweite Kirche errichtet, die 1807 abbrannte, jedoch wieder aufgebaut wurde. Die Kirche überstand den Zweiten Weltkrieg unbeschadet, wurde danach allerdings, nicht zuletzt durch Fremdnutzung als Lagerhalle, stark in Mitleidenschaft gezogen. Heute stehen nur noch die Außenmauern. Eine kirchliche Nutzung ist nicht möglich.

### Kirchengemeinde
Die evangelische Kirchengemeinde Ischdaggen wurde 1633 gegründet, freilich bis 1647 noch als Filialgemeinde der Kirche Nemmersdorf (der Ort heißt heute russisch: Majakowskoje). Das Kirchspiel gehörte dann bis 1945 zum Kirchenkreis Gumbinnen in der Kirchenprovinz Ostpreußen der Kirche der Altpreußischen Union. Im Jahre 1925 zählte die Pfarrei 3.500 Gemeindeglieder, die in 24 Kirchspielorten wohnten. 
Aufgrund von Flucht und Vertreibung der einheimischen Bevölkerung und nachfolgender restriktiver Religionspolitik der Sowjetunion brach das kirchliche Leben in Lermontowo ein. Heute liegt der Ort im Einzugsbereich der in den 1990er Jahren neu entstandenen evangelisch-lutherischen Gemeinde der Salzburger Kirche in Gussew (Gumbinnen) innerhalb der Propstei Kaliningrad (Königsberg) der Evangelisch-lutherischen Kirche Europäisches Russland.